# Cetno i licho
Cetno i licho – prosta gra losowa o pochodzeniu staroeuropejskim.

## Historia

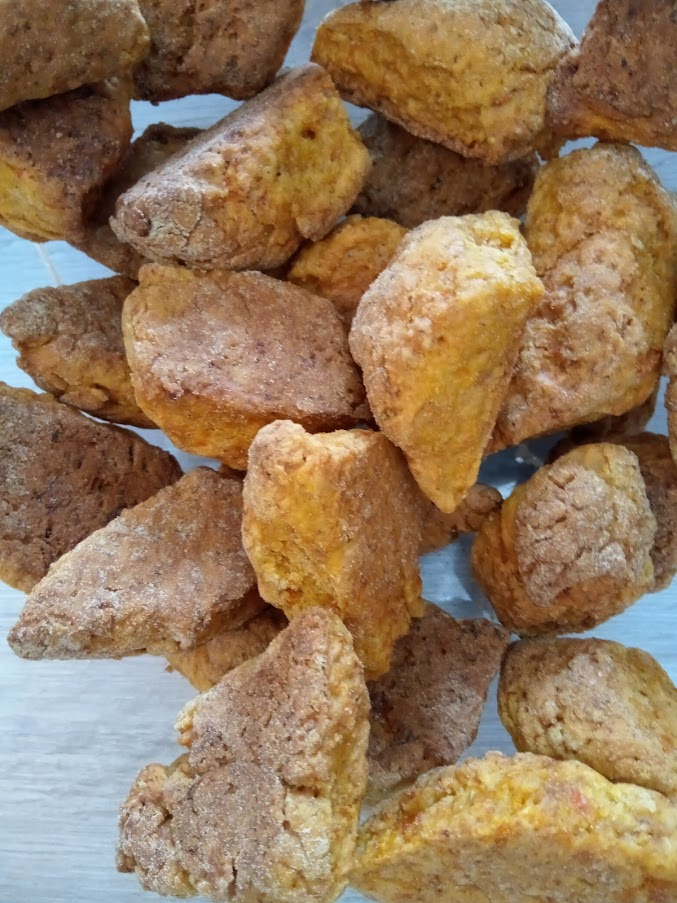
Fafernuchy, kurpiowskie ciastka, którymi gra się w cetno i licho

Grecy znali tę grę pod nazwą artiazein, a Rzymianie – ludere par impar. Gracze mieli za zadanie zgadnąć, czy liczba przedmiotów, o które się gra, jest parzysta (czetno, cetno, cet, cot lub čet), czy nieparzysta (licho lub liszka). Dawniej słowo cetno oznaczało równą liczbę. Licho oznacza tu coś nie do pary, nieszczęście albo diabła. Grano m.in. o białe i czarne pionki lub za pomocą linii narysowanych w popiele czy piasku. Gra miała wówczas podtekst religijny i odnosiła się do przywoływania rodzanic.
Grano z użyciem małych przedmiotów: kamyków, orzechów, ziaren. Wykorzystywano również pieniądze. Gra mogła przyjąć formę zakładu lub wróżby: cetno przepowiadało pomyślność, licho niepowodzenie.
Gra była powszechna do XX wieku. Współcześnie występuje w regionie kurpiowskiej Puszczy Zielonej i Białej. Gra się w nią za pomocą fafernuchów chowanych w dłoniach. Gdy współzawodnik udzielił błędnej odpowiedzi, musiał oddać swoje ciastka.

## W tekstach kultury
Nazwę gry wykorzystano w tytułach książek. Odwołanie do gry pojawia się w wypowiedzi czarodzieja Istredda w opowiadaniu Okruch lodu w tomie Miecz przeznaczenia autorstwa Andrzeja Sapkowskiego. Wspomina ją również Maria Dąbrowska w opowiadaniach Boże Narodzenie oraz Uśmiech dzieciństwa. W cetno i licho grają roboty z opowiadania Stanisława Lema Podróż jedenasta.